# Union Sportive de Zilimadjou
A Union Sportive de Zilimadjou é uma agremiação esportiva comorense sediada em Moroni, capital da ilha de Grande Comore, no arquipélago das Comores.[carece de fontes?] Foi fundada em 1983[carece de fontes?] por Michel Buscail.
Disputa atualmente o Championnat de Ngazidja, correspondente à primeira divisão da ilha de Grande Comore.

## Títulos
- Championnat des Comores: 1992–93 e 1997–98
- Championnat de Ngazidja: 1993 e 1998
- Coupe des Comores: 1994–95 e 1997–98
- Coupe Inter-Ligue: 2001
- Tournoi Inter-Ligues: 2001
- Coupe Wandzani: 2001
- Coupe de la Solidarité: 2015
- Coupe de la Ligue de Ngazidja: 2014